# Jiří Marek
Jiří Marek, vlastním jménem Josef Jiří Puchwein, (30. května 1914 Praha – 10. prosince 1994 Praha) byl český spisovatel, pedagog, novinář a scenárista.
Studoval češtinu a němčinu na Karlově univerzitě v Praze, po absolvování učil ve 40. letech 20. století na učitelském ústavu v Soběslavi, kde organizoval studentský divadelní soubor. Po 2. světové válce pracoval jako redaktor Lidových novin. V roce 1948 se stal redaktorem Rudého práva a později byl šéfredaktorem časopisu Svět sovětů. Byl členem KSČ, spolupracoval s režimem (v roce 1958 např. zajistil vypovězení práce z politických důvodů dcery tou dobou uvězněného politického vězně Františka Křeliny). V letech 1954–1959 byl ústředním ředitelem Československého státního filmu, pak působil jako vysokoškolský pedagog, později docent české literatury na Institutu osvěty a novinářství v Praze, v letech (1961–1972) docentem Filosofické fakulty Karlovy univerzity. Jeho manželkou byla filmová a divadelní herečka Eva Kubešová (1925–1999).
Byl všestranně literárně činný od roku 1944. Je autorem jak sociálně psychologických románů s náměty z druhé světové války, tak později budovatelské prózy i dobrodružných příběhů a pohádek pro děti. Popularitu získal zejména kriminálními povídkami i jako autor filmových a televizních scénářů i rozhlasových her. Psal povídky, knihy povídek i romány a řada z nich patří do žánru sci-fi literatury. Nejznámějším z jeho tvorby je antiutopistický román Blažený věk z roku 1968, jehož úryvky vyšly již v roce 1966 v časopisu Plamen.

## Životopis
Jiří Marek začínal jako Josef Jiří Puchwein, které v roce 1946 úředně vyměnil za umělecký pseudonym. Původně byl profesorem s působištěm na školách v různých malých městech, po válce, když se přestěhoval do Prahy, pracoval v různých redakcích. Výhodou práce v novinách bylo, že se při psaní reportáží dostával do styku s nejrůznějšími lidmi z rozmanitých prostředí a rozmanitých povolání, takže dobře poznal to, o čem posléze psal své prózy. Vrcholem jeho poválečné kariéry bylo jmenování ředitelem Čs. státního filmu. Pět let v této funkci mu téměř nedovolovalo psát, teprve když začal opět učit, tentokrát na vysoké škole, mohl se naplno vrátit ke své literární činnosti.
Prvním dílem mladého Jiřího Marka, které vyšlo tiskem, ale jen časopisecky, byl román Lidé z Poljany, inspirovaný cestou na Podkarpatskou Rus. Za války ho zaujaly problémy lidské povahy; výsledkem byly povídky ve sbírce Život se nevrací a psychologický román Pečeť věrnosti; všechno vyšlo ještě za protektorátu. Během války psal také legrační pohádky vydané po válce pod názvem Veselé pohádky vzhůru nohama. Poválečná doba přinesla jiná témata. První Markův román Muži jdou v tmě vycházel ze skutečné události – z tragického osudu skupiny parašutistů, kterým se nepodaří seskočit na správné místo, stejně tak další román Vesnice pod zemí zpracovává skutečnou událost – celá vesnice se před postupující frontou skryje pod zemí ve staré šachtě. Našli se ovšem i kritici, tvrdící, že tato situace nebyla typická a že kniha nijak nepřispívá k zakládání JZD. Ale ono se to tak skutečně odehrálo a kritici autorovi křivdili: stal se později jedním z hlavních představitelů tzv. budovatelské prózy.
Napsat román o budovatelích socialistické společnosti byla tehdy pro spisovatele téměř povinnost. Jiří Marek byl navíc přesvědčen o správnosti nastoupené cesty. Na rozdíl od mnoha jiných autorů však znal život těch, o nichž psal – vždyť mohl čerpat i z osudů širokého dělnického příbuzenstva své ženy. Za knížku povídek Nad námi svítá se v roce 1951 stal laureátem státní ceny. Následovaly i další podobné knihy, typický je třeba název povídkového cyklu Z cihel a úsměvů. V jeho tehdejších knihách je řada věcí poplatných době, ale až na výjimky (Prezident a havíř, Vstup do strany) se v nich najde to, čím si autor získal čtenáře a diváky Hříšných lidí: příběhy lidí vyprávěné tak, aby byly zajímavé, měly nápaditou zápletku a přinesly humorný pohled na věc. Prostě něco téměř čapkovského. Krátká povídka Hovoří matka z roku 1950, v níž žena vypráví, jak za války viděla jít na smrt své dítě, vhání slzy do očí ještě dnes.
Když se Jiří Marek zbavil ředitelské funkce, už se k výrobní tematice nevrátil, ale chvíli mu trvalo, než se jako autor zase rozběhl. Proto zprvu psal drobnější prózy, které se věnovaly psychologickým problémům jeho současníků, jako byla Malá dramata či Žít mezi lidmi. Pak došlo i na román Za tebou stín, vyprávějící o konfliktu válečné viny a svědomí, a na utopickou satirickou moralitu Blažený věk o nebezpečí vyplývajícím z uniformní společnosti. A pak se konečně objevily na světě první kriminální historky, Panoptikum starých kriminálních příběhů (1968). Je známo, že k jejich napsání ponoukl Jiřího Marka novinář František Gel; toto Panoptikum i následující další Panoptika si získala takovou oblibu, že čeští detektivkáři pojmenovali později cenu za nejlepší českou detektivku po jejich autorovi. V té době však vznikly i Autopohádky, jichž se posléze chopila skupina Chinaski. Byl rovněž natočen stejnojmenný animovaný film.
Řadu témat pro další knihy nalezl Jiří Marek v prostředí své rodiny. Na Ústecku, odkud pocházela jeho první žena, v napjaté situaci česko-německých konfliktů před Mnichovem i po něm, se odehrává děj třídílné románové kroniky nazvané Sůl země. Jinou inspirací mu byli jeho vlastní příbuzní a výsledkem byl román Lásky mých předků, který však vyšel až po autorově smrti. Ke knížce Psí hvězda Sirius aneb láskyplné vyprávění o psech ho třeba přiměl stesk nad koncem jeho vlastního psa. Ale Marek sám (a nejen on) považoval za svou nejlepší knihu román Můj strýc Odysseus (vydán v roce 1974), připomínající trochu Homérův epos; jeho hrdinou je svérázný, pragmatický a svobodomyslný majitel pohřebního ústavu (skutečný Markův strýček, který skutečně vlastnil podobný ústav). Životní dráha této postavy probíhá na pozadí posledních desetiletí habsburské monarchie. Román je napsán s humorem a shovívavým nadhledem.
Autorsky se Marek podílel i na masovějších žánrech: stál u zrodu rozhlasového seriálu Jak se máte, Vondrovi (a napsal deset scénářů), je autorem pokleslé propagandistické detektivky OK 096 se nehlásí (známější v podobě dílu Mimikry ze seriálu 30 případů majora Zemana).

## Z díla
V seznamu jeho děl figurují povídky a povídkové cykly, romány, románová kronika, satirické črty, pohádky, cestopisné reportáže, rozhlasové hry, filmové scénáře (včetně těch k Sequensovým filmům, jako je např. Pěnička a paraplíčko nebo Smrt černého krále). Témata děl jsou rozmanitá, je mezi nimi i námět vědeckofantastický a řada budovatelských a komunistický režim propagujících děl.

### Filmografie
- Větrné moře (1973), námět
- Život pod praporem, námět
- Smrt černého krále (1972), námět, scénář
- Vražda v hotelu Excelsior (1971), námět, scénář
- Pěnička a Paraplíčko (1971), námět, scénář
- Partie krásného dragouna (1970), námět
- Hříšní lidé města pražského (1968) (televizní seriál), námět, scénář
- Alibi na vodě (1965), námět, scénář
- Šestý do party (1962) (televizní film), námět, scénář
- Zaostřit, prosím! (1956), námět, scénář
- Jak dědek Faltus potkal anděla (1954), námět
- V podzemí (1954), námět
- Nad námi svítá (1952), námět, scénář
- Vítězná křídla (1950), námět, scénář
- Svatá hříšnice (1970), námět
- Na kolejích čeká vrah (1970), scénář (s Josefem Machem)
- Všude žijí lidé (1960), námět
- Případ Z-8 (1948), námět
- O věcech nadpřirozených (1958), námět, scénář
- Spartakiáda (1955), komentář